# Yoo Ji-tae
Yoo Ji-tae (* 13. April 1976 in Seoul) ist ein südkoreanischer Schauspieler. In Deutschland ist er vor allem durch Oldboy (2003) bekannt.
In Sunjeong Manhwa (2008) spielt er einen 30-jährigen Beamten, der sich in eine 18-jährige Schülerin verliebt. Als ihre Mutter dies merkt, erwartet sie von dem Mann, sich nicht mehr mit ihr zu treffen. Diesen Wunsch befolgt er auch zum Leid des Teenagers, da sie der Auffassung ist, er sollte nicht darauf reagieren was andere denken.
2011 heiratete er die Schauspielerin Kim Hyo-jin. Im Juli 2014 brachte sie einen Sohn zur Welt.

## Filmografie

### Als Schauspieler
- 1998: Bye June
- 1999: Attack the Gas Station
- 2000: Ditto
- 2000: Nightmare
- 2000: Libera Me
- 2001: MOB 2025 (Kurzfilm)
- 2001: One Fine Spring Day
- 2003: Wonderful Days (Animationsfilm, Sprechrolle)
- 2003: Into the Mirror
- 2003: Natural City
- 2003: Oldboy
- 2004: Woman is the Future of Man
- 2005: Antarctic Journal
- 2005: Lady Vengeance (Cameo-Auftritt als Geist)
- 2006: Running Wild
- 2006: Three Fellas (Cameo)
- 2006: Traces of Love
- 2007: Hwang Jin-yi
- 2008: Sunjeong Manhwa
- 2009: Invitation (Kurzfilm)
- 2010: Secret Love
- 2010: Midnight FM
- 2010: Star of Hope: Ikhwezi Le Themba (Dokumentation)
- 2013: Human Trust
- 2022: Haus des Geldes: Korea
- 2023: Vigilante

### Als Regisseur
- 2003: The Bike Boy (Kurzfilm)
- 2005: How Does the Blind Dream? (Kurzfilm)
- 2008: Out of My Intention (나도 모르게)
- 2009: Invitation (Kurzfilm)
- 2013: Mai Ratima (마이 라띠마)